# Клержи
Клержи (фр. Clerjus) насеље је и општина у североисточној Француској у региону Лорена, у департману Вогези која припада префектури Епинал.
По подацима из 2011. године у општини је живело 576 становника, а густина насељености је износила 17,49 становника/km². Општина се простире на површини од 32,93 km². Налази се на средњој надморској висини од 380 метара (максималној 574 m, а минималној 307 m).

## Демографија
| 1962. | 1968. | 1975. | 1982. | 1990. | 1999. | 2011. |
| ----- | ----- | ----- | ----- | ----- | ----- | ----- |
| 954   | 817   | 736   | 669   | 634   | 521   | 576   |

График промене броја становника у току последњих година